# Jonathan Brown (football australien)
Pour les articles homonymes, voir Jonathan Brown et Brown.
Jonathan Brown est un joueur australien de football australien, né le 29 octobre 1981 à Warrnambool.
Il a effectué toute sa carrière dans le même club les Brisbane Lions depuis ses débuts en 2000 et a été sélectionné dans l'équipe de Victoria les rencontres entre États australiens. Considéré comme l'un des meilleurs footballeurs, il a été nommé deux fois dans l'équipe de l'année de l'Australian Football League dit « AFL » (2007 et 2009), a remporté une fois la Médaille Coleman (meilleur marqueur de l'AFL en 2007) et a remporté trois fois l'AFL en 2001, 2002 et 2003.